# Xanthoparmelia tenacea
Xanthoparmelia tenacea är en lavart som beskrevs av M. D. E. Knox & Hale. Xanthoparmelia tenacea ingår i släktet Xanthoparmelia och familjen Parmeliaceae.   Inga underarter finns listade i Catalogue of Life.